# Proliferation (Massenvernichtungswaffen)
Proliferation (lateinisch proles ‚Nachwuchs‘, ‚Sprössling‘ und ferre ‚tragen‘) bezeichnet die Weitergabe von Massenvernichtungswaffen (Kern-, biologischen, chemischen und radiologischen Waffen) einschließlich ihrer Trägersysteme, Technologien, Know-how sowie des zu ihrer Herstellung benötigten Materials oder von Komponenten. Der Gegenbegriff lautet Nonproliferation. Teilweise wird der Begriff auch für die Verbreitung von Kleinwaffen verwendet.

## Allgemeines
Die Verbreitung von Massenvernichtungswaffen (auch ABC-Waffen genannt) stellt weltweit eines der größten Sicherheitsrisiken dar. Einige Staaten bemühen sich intensiv darum, in den Besitz von ABC-Waffen und der zu ihrem Einsatz benötigten Trägertechnologien zu gelangen. Sie versuchen, Produkte und einschlägiges Know-how unter anderem auf illegalem Wege im Ausland zu beschaffen. Als eine der führenden Industrienationen und Standort zahlreicher Unternehmen der Spitzentechnologie ist Deutschland ein lohnendes Zielgebiet für entsprechende illegale Aktivitäten. Proliferationsbemühungen können in den jeweiligen Nachbarländern zu einer Neubewertung der eigenen Bedrohungslage führen. Dieses kann zu einem militärischen Wettrüsten in den betroffenen Regionen führen.
Problematisch ist, dass chemische, biologische und radiologische Waffen mitunter relativ leicht herstellbar sind. Ein weiteres Problem bei der Proliferation sind die sogenannten Dual-Use-Güter, welche sowohl für zivile als auch militärische Zwecke, hier im Speziellen zur Herstellung von Massenvernichtungswaffen und deren Trägersystemen, verwendet werden können.
Staaten und Internationale Organisationen haben in der Vergangenheit versucht, die Proliferation durch Abkommen und Überwachungsmaßnahmen (englisch: Safeguards) einzudämmen. Beispiele sind der Atomwaffensperrvertrag und die Chemiewaffenkonvention.
Während der Zeit des Kalten Krieges waren die meisten Massenvernichtungswaffen im Besitz der UdSSR und der USA. Nach dem Zerfall der Sowjetunion gab es Befürchtungen, dass Massenvernichtungswaffen aus den Beständen der Roten Armee, unter anderem zu terroristischen Zwecken, entwendet werden könnten. Allgemein birgt die Verbreitung von Massenvernichtungswaffen auch deshalb eine Gefahr, weil sie als Mittel der Abschreckung dienen und manche Staaten gewillt sind, diese auch dafür einzusetzen. Einer der offiziellen Gründe für den Dritten Golfkrieg der USA gegen den Irak waren im Nachhinein widerlegte Behauptungen, das Land besitze Massenvernichtungswaffen oder stehe kurz davor, diese zu erlangen.
Ein gewisses Proliferationsrisiko besteht auch durch die nukleare Teilhabe der NATO. Die beteiligten Staaten, die keine offiziellen Atommächte sind, haben zumindest theoretisch die Möglichkeit, sich physischen Zugriff zu auf ihrem Hoheitsgebiet gelagerten Kernwaffen zu verschaffen. Fraglich ist allerdings einerseits, ob diese im Einzelfall bereit wären, die politischen Konsequenzen zu tragen, sich gewaltsam die tatsächliche Verfügungsgewalt über US-Kernwaffen zu verschaffen, welche von US-Wachmannschaften bewacht werden. Andererseits müsste das Sicherungssystem Permissive Action Link, welches die US-Kernwaffen vor unautorisierter Verwendung schützt, überwunden werden.

## Proliferationsabwehr
Eine wichtige Rolle im Rahmen der Proliferationsabwehr in Deutschland spielt das Bundesamt für Wirtschaft und Ausfuhrkontrolle (BAFA). Es führt Exportkontrollen durch, um deutsche Sicherheitsinteressen und die der Völkergemeinschaft zu schützen. So bedürfen manche Güter bei der Ausfuhr in bestimmte Länder einer Genehmigung, zum Beispiel Dual Use-Güter. Sie sind zum Teil in umfangreichen Listen erfasst. Das BAFA prüft, ob die Ausfuhr eines Gutes genehmigungspflichtig und -fähig ist. Weiterhin überwacht das BAFA Embargos zur Non-Proliferation, die grenzüberschreitende Verbringung radioaktiver Stoffe und koordiniert internationale Non-Proliferations-Abkommen und -Institutionen, wie das Chemiewaffenübereinkommen oder die Nuclear Suppliers Group.
Der Bundesnachrichtendienst BND verfasst Analysen, die generelle Trends und strategische Entwicklungen in Bezug auf die Herstellung oder das Vorhandensein von Massenvernichtungswaffen aufzeigen, berichtet aber auch über erkannte und nachweisbare Proliferationsfälle. Hierfür nutzt der BND auch nachrichtendienstliche Mittel und arbeitet eng mit einer Vielzahl von ausländischen Nachrichtendiensten zusammen. Die gewonnenen Erkenntnisse werden der Bundesregierung zur Verfügung gestellt, fließen in politische Entscheidungen ein und werden zudem den zuständigen Behörden in Deutschland zur Verfügung gestellt.
Proliferationsabwehr in Deutschland ist auch eine Aufgabe des Bundesamts für Verfassungsschutz und der Verfassungsschutzbehörden der Länder. Sie klären die illegale Beschaffung von Gütern, Technologien und Know-how zur Entwicklung und Herstellung von Massenvernichtungswaffen sowie deren Finanzierung in Deutschland auf und tragen zu deren Verhinderung bei. Dazu arbeiten sie eng zusammen mit dem BAFA, dem BND, dem Zollkriminalamt (ZKA) und dem Bundeskriminalamt (BKA). Die Erfahrungen der Sicherheitsbehörden haben gezeigt, dass Wissenschaft, Industrie und Banken die wahren proliferationsrelevanten Absichten ihrer „Geschäftspartner“ oftmals nicht erkennen können. So laufen sie Gefahr, sich strafbar zu machen, indem sie z. B. gegen das Außenwirtschaftsgesetz oder gegen § 99 Strafgesetzbuch (geheimdienstliche Agententätigkeit) verstoßen.
Auch im Gemeinsamen Extremismus- und Terrorismusabwehrzentrum (GETZ) werden proliferationsrelevante Aspekte behandelt. Durch die Bündelung der Fachkompetenz aller beteiligten Behörden und die Sicherstellung eines möglichst lückenlosen und schnellen Informationsflusses soll unter anderem die Proliferationsbekämpfung verbessert werden.
Für die Erteilung von Visa für Gastwissenschaftler und Geschäftsleute wird geprüft, inwieweit im Rahmen des beabsichtigten Forschungs- oder Geschäftsvorhabens ein Technologietransfer erfolgt, der einen Beitrag im Zusammenhang mit Massenvernichtungswaffen, deren Trägersystemen oder konventionellen Waffensystemen darstellen könnte.
Seit April 2012 trägt die Financial Action Task Force on Money Laundering zur Bekämpfung der Finanzierung der Proliferation von Massenvernichtungswaffen bei. Internationale und nationale Strafgesetze, Sanktionsprogramme und Industriestandards, tragen dazu bei, dass sich Finanzinstitute und ihre Mitarbeiter nicht an der Finanzierung der Proliferation von Massenvernichtungswaffen beteiligen.

## Umwandlung von Waffenplutonium in MOX-Brennelemente
Im gefährlichsten Proliferationsbereich, dem der Kernwaffen, gibt es neben dem traditionellen Instrument des Atomwaffen-Sperrvertrags nach dem Ende des Kalten Krieges weitere Bemühungen, die Weiterverbreitung zu verhindern. So unterzeichneten die USA und Russland 1994 ein Abkommen zur Verringerung ihrer Nuklear-Arsenale sowie zur sicheren Beseitigung der abgerüsteten Kernsprengköpfe. Der Vertrag sowie das Plutonium Management and Disposition Agreement von 2010 sehen vor, dass die USA auch einen Teil der besonders proliferations-gefährdeten russischen Bestände übernehmen und sie, gemeinsam mit eigenen Beständen, auf sichere Weise unschädlich machen. Zur Demontage der Kernsprengköpfe sowie zur Nutzbarmachung des dabei anfallenden Plutoniums für die Energiegewinnung in Kernkraftwerken werden in der Savannah River Site (Georgia, USA) spezielle Anlagen errichtet. Dazu gehört u. a. eine MOX-Fabrik. Diese Anlagen werden in Europa seit langem aufgrund ihrer Risiken hinsichtlich Unfällen sowie Proliferation kritisiert. So müssen Fabrik und Lagerstätten z. B. streng bewacht werden, weil Plutonium dort (sowohl im metallischen Waffen- wie im pulverförmigen Oxid-Zustand) in leicht weiterverbreitungsfähiger Form vorliegt.
Nach einer Testphase ist in den USA vorgesehen, die aus dem Waffen-Plutonium hergestellten MOX-Brennelemente in nahe der Savannah River Site liegenden Kernkraftwerken Catawba, McGuire sowie North Anna zu verwenden. Die Wahl der beiden erstgenannten 2-Block-KKWs ist (Stand: 2001) sehr umstritten. Die vier Druckwasserreaktoren besitzen nur ein dünnwandiges Containment, dessen Schwäche – allerdings nur bei harmloseren sogenannten Auslegungs-Störfällen – durch zuverlässigere sogenannte Eis-Kondensierer kompensiert werden soll. Nichtregierungsorganisationen kritisieren, dass diese aus wirtschaftlichen Gründen ausgewählten KKWs das überschüssige Waffen-Plutonium zwecks Energie-Erzeugung spalten und zur Endlagerung in eine proliferations-resistentere Form verwandeln sollen. Es sei allgemein anerkannt, dass MOX-Brennelemente im Falle einer umfangreichen Radioaktivitäts-Freisetzung radiologisch noch gravierendere Folgen zeigten als normale Uran-Brennelemente (die etwa 1986 in Tschernobyl schmolzen).
Zwischen 1993 und 2013 kooperierten die USA und Russland erfolgreich im Rahmen des Megatonnen-zu-Megawatt-Abrüstungsprojekts. Dadurch wurde das Äquivalent von 20.000 russischen Atomsprengköpfen einer militärischen Nutzung entzogen. Die Verstromung von 500 Tonnen russischem Atomwaffenmaterials deckte in den USA 20 Jahre lang 10 Prozent der Elektrizitätserzeugung. Dafür erhielt Russland 17 Milliarden US-Dollar.
Aus Kostengründen planten die USA, das eigene Plutonium mit nicht-radioaktivem Material zu verdünnen anstatt wie vereinbart in MOX-Brennelemente umzuwandeln. Die Verdünnung könnte jedoch (mit großem Aufwand) rückgängig gemacht werden. Am 3. Oktober 2016 ordnete der Präsident Russlands, Putin, an, das Abkommen zu suspendieren, da die USA ihren Verpflichtungen nicht nachgekommen seien.
Im Mai 2018 teilte Energieminister Rick Perry dem US-Kongress mit, dass das zu 70 Prozent abgeschlossene Projekt (Savannah River Site) beendet sei. Die verbleibenden Lebenszykluskosten des Verfahrens zur Verdünnung und Entsorgung des Plutoniums würden weniger als die Hälfte der verbleibenden Lebenszykluskosten des MOX-Brennstoffprogramms betragen.